# Kaiya terama
Kaiya terama är en spindelart som beskrevs av Gray 1987. Kaiya terama ingår i släktet Kaiya och familjen Gradungulidae.
Artens utbredningsområde är New South Wales. Inga underarter finns listade i Catalogue of Life.